# CODE-願望的代價-
《CODE-願望的代價-》是日本電視台於2023年7月2日至9月3日播出的週日連續劇，由坂口健太郎主演。改編自臺灣電視劇《CODE浮士德遊戲》、《浮士德遊戲2》。
臺灣由Hami Video於2023年7月4日起獨家跟播。LiTV 線上影視全劇上架。

## 劇情簡介
本作講述一位得到「可以實現任何願望」的神秘APP「CODE」的刑警，以此追尋未婚妻之死背後的真相，以及此神秘APP背後的潛在陰謀的犯罪懸疑劇。

## 登場人物

### 主要人物
- 二宮湊人〈32〉：坂口健太郎[1]

失去未婚妻的刑警。任職於神奈川縣警暴力團對策課，巡查部長。成為「CODE」玩家，以找出未婚妻之死背後的真相，以及「CODE」的神秘之謎。
- 椎名一樹〈31〉：染谷將太[1]

追蹤「CODE」謎團的自由雜誌記者，並監視二宮的行動。
- 三宅咲〈25〉：堀田真由[2]

與椎名一起追查「CODE」背後潛在陰謀的駭客。
- 三輪圓〈37〉：松下奈緒[3]

掌握二宮未婚妻之死真相的關鍵神秘女性。曾經是警察，現於保全公司「Personal警備保障」擔任女保鏢。
- 市川省吾〈44〉：玉山鐵二[2]

在兒童醫院裝扮成小丑給小孩帶來心理關懷的小丑醫生。身上有著很多謎團。

### 神奈川縣警
- 百田優〈32〉：三浦貴大[4]

暴力團對策課刑警。二宮的同期及好友。
- 田波秋生〈49〉：鈴木浩介[4]

暴力團對策課課長。二宮的直屬上司。
- 八重樫享〈27〉：兵頭功海[4]

暴力團對策課刑警。二宮的後輩。
- 七海悠香〈35〉：臼田麻美[4]

鑑識員。二宮的未婚妻，於可疑的電梯事故中死於非命。

### 周邊人物
- 甲斐篤志〈40〉：青柳翔[4]

混混集團「甲斐Group」的代表。經營夜店。「CODE」玩家。
- 柏木淳二〈28〉：黑羽麻璃央[4]

在甲斐經營的夜店擔任店員。暗地裡是二宮的情報商人。
- 三宅直人：竹財輝之助[4]

咲的哥哥，也是椎名的前輩的雜誌記者。

## 製作團隊
- 原作：詹大為《CODE浮士德遊戲》、《浮士德遊戲2》
- 編劇：酒井雅秋、山田能龍
- 配樂：菅野祐悟
- 主題曲：UVERworld《VICTOSPIN》（gr8!records / Sony Music Labels）[5]
- 總製作人：岡本浩一（讀賣電視台）
- 製作人：中間利彥（讀賣電視台）、阿部豪（ROBOT）、真壁幸紀（ROBOT）
- 共同製作人：松本京子（日本電視台）
- 導演：森淳一、木村尚、吉川祐太
- 制作協力：ROBOT
- 製作著作：讀賣電視台

## 播出日程
| 集數                                                                      | 播出日期 | 副標題 | 編劇     | 導演     | 收視率 |
| ------------------------------------------------------------------------- | -------- | ------ | -------- | -------- | ------ |
| Episode.1                                                                 | 7月02日  | ?      | 酒井雅秋 | 森淳一   | 6.1%   |
| Episode.2                                                                 | 7月09日  |        | 酒井雅秋 | 森淳一   | 5.4%   |
| Episode.3                                                                 | 7月16日  |        | 酒井雅秋 | 森淳一   | 4.9%   |
| Episode.4                                                                 | 7月23日  |        | 山田能龍 | 木村尚   | 5.9%   |
| Episode 5                                                                 | 7月30日  |        | 酒井雅秋 | 木村尚   | 5.1%   |
| Episode 6                                                                 | 8月06日  |        | 山田能龍 | 吉川祐太 | 4.8%   |
| Episode 7                                                                 | 8月13日  |        | 山田能龍 | 森淳一   | 4.1%   |
| Episode 8                                                                 | 8月20日  |        | 酒井雅秋 | 木村尚   | 4.9%   |
| Episode 9                                                                 | 8月27日  |        | 酒井雅秋 | 木村尚   | 5.0%   |
| Episode 10                                                                | 9月03日  |        | 酒井雅秋 | 森淳一   | 5.2%   |
| 平均收視率 5.1%（收視率由Video Research調查關東地區、家戶的即時統計資料） |          |        |          |          |        |

## 外部連結
- 官方网站
- CODE-願望的代價-的X（前Twitter）
- CODE-願望的代價-的Instagram帳戶
- CODE-願望的代價-的TikTok

| 日本 日本電視台 週日連續劇                 | 日本 日本電視台 週日連續劇                 | 日本 日本電視台 週日連續劇 |
| ------------------------------------------ | ------------------------------------------ | -------------------------- |
|                                            | CODE -願望的代價- （2023年7月2日－9月3日） |                            |
| 但是，還保有熱情 （2023年4月9日－6月25日） | SEXY田中小姐 （2023年10月22日－12月24日）  |                            |